# Karawanken-Mohrenfalter
Der Karawanken-Mohrenfalter (Erebia calcaria), auch als Lorkovićs Mohrenfalter bezeichnet, slowenisch Lorkovićev rjavček, ist eine nur in den Südostalpen vorkommende Schmetterlingsart (Endemit) aus der Familie der Edelfalter (Nymphalidae).

## Merkmale und Biologie
Der Karawanken-Mohrenfalter ist ein auf der Oberseite braun bis rotbraun gefärbter Schmetterling mit wenigen kleinen weißen schwarz umrandeten Punkten. Auf der Unterseite ist er überwiegend grau.
Er steht den drei in den Alpen vorkommenden Mohrenfalter-Arten der tyndarus-Gruppe Erebia tyndarus, Erebia nivalis und Erebia cassioides morphologisch nahe. Da der Karawanken-Mohrenfalter aber ein isoliertes Vorkommen ohne Überschneidung mit den Vorkommensgebieten der anderen drei alpinen Erebia-Arten bildet, kann eine Verwechslung ausgeschlossen werden.
Die rundlichen, etwa 1,0 bis 1,2 Millimeter großen, schwach grünlichen bis leicht grauen, mit 15 bis 19 Längsrippen versehenen Eier werden an der Basis der von den Raupen verzehrten Gräsern (hauptsächlich Schwingelgrasarten (Festuca sp.), regional auch Blaugräser (Sesleria) und Borstgras (Nardus stricta)) abgelegt.

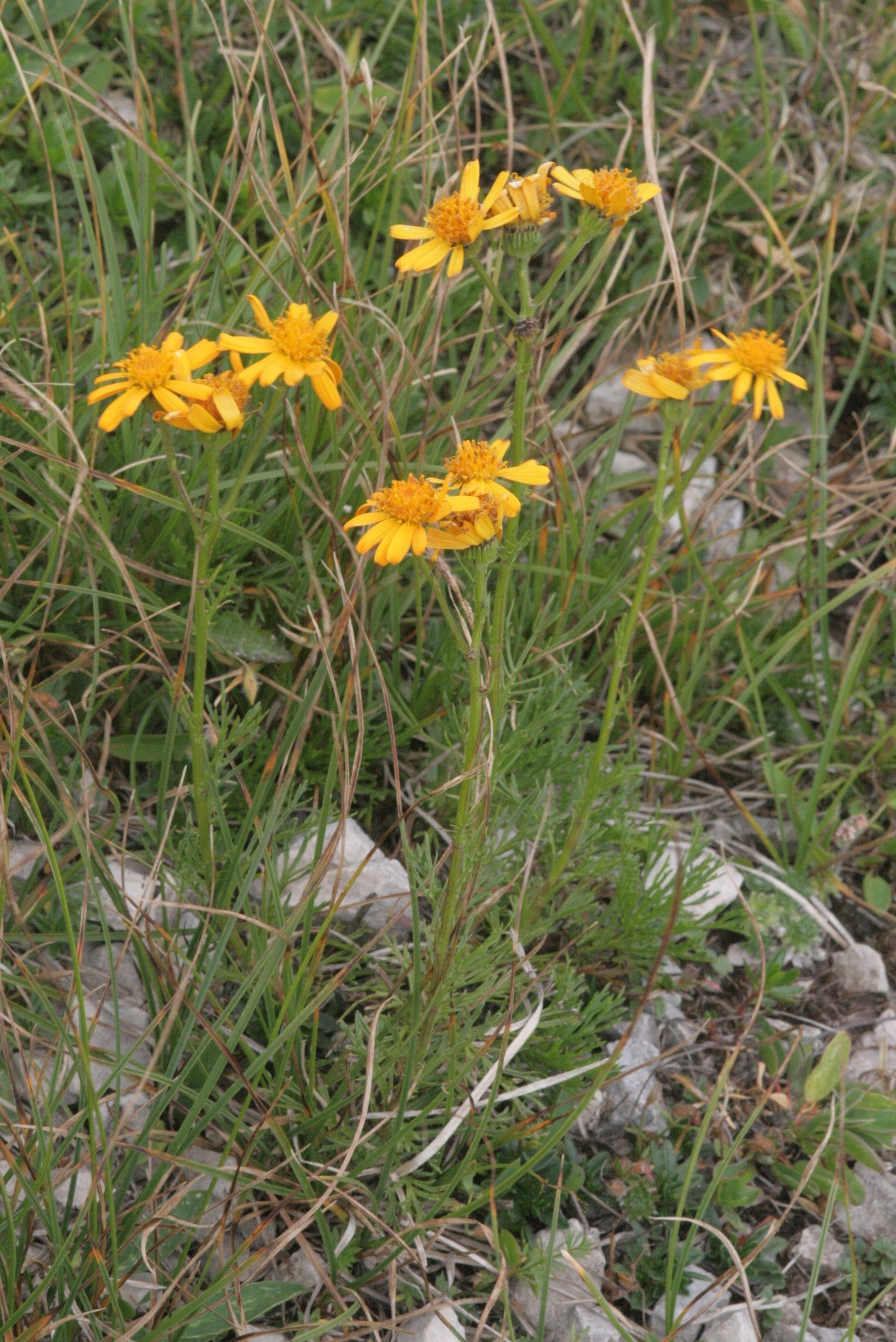
Das Eberrauten-Greiskraut (Senecio obrotanifolius) ist die Hauptnahrungspflanze des Karawanken-Mohrenfalters

Die braun gemusterten Raupen entwickeln sich noch vor der Überwinterung bis ins dritte Larvalstadium. Sie sind dann etwa 10 mm lang. Ohne Nahrungsaufnahme und versteckt an der Basis ihres Futtergrases verbringen sie den Winter, um mit den ersten warmen Tagen ihre Entwicklung fortzusetzen: 4. und 5. Stadium und schließlich die Verpuppung. Die Puppenruhe dauert etwa drei Wochen und findet entweder knapp unter Bodenoberfläche oder unter der Gras-Bodenstreu statt. Die Raupen werden zwischen 19 (♂) und 22 (♀) Millimeter lang. Die Länge der Puppen liegt zwischen 12 und 13 Millimeter, wobei die weiblichen Puppen etwas breiter sind als die männlichen.
Der Falter fliegt in den Monaten Juli und August und ernährt sich vom Nektar weißer, gelber und rosafarbener Blüten. Die Hauptnahrungspflanze ist dabei das gelbblühende Eberrauten-Greiskraut (Senecio obrotanifolius).

## Lebensraum und Vorkommen
Der Karawanken-Mohrenfalter kommt ausschließlich im Norden Sloweniens, im Nordosten Italiens und in den österreichischen Karawanken (Kärnten) vor. Er lebt auf lückenhaft grasigen bis steinigen Habitaten in Höhen zwischen 1400 und 2200 Meter.
Die Größe der Population in Slowenien wird mit 100.000 bis 500.000 Individuen angegeben (Stand: 2012). Österreich führt 900 bis 1.200 Individuen an (Stand: 2012), die sich auf 35 Vorkommensgebiete verteilen. Italien nennt 12 Vorkommensgebiete ohne Angabe einer Individuenzahl (Stand: 2006, 2012 keine Angaben).

## Gefährdung und Schutz
In der europäischen Roten Liste ist der Karawanken-Mohrenfalter als ungefährdet (LC) eingestuft. Österreich hat aufgrund von Datendefiziten keine Gefährdungseinstufung vorgenommen, hält aber in der Roten Liste fest, dass, obwohl die Vorkommen in Österreich nicht unmittelbar bedroht erscheinen, die genauere Klärung der Habitatansprüche notwendig ist, da aufgrund des kleinen Gesamtverbreitungsgebietes der Art in Österreich eine erhöhte Verantwortung für den Erhalt des Karawanken-Mohrenfalters zukommt.
In Slowenien, dem Hauptvorkommensgebiet der Art, wurde 2009 eine Studie zur Verteilung des Karawanken-Mohrenfalters erstellt. Ein wesentliches Ergebnis war die lückenhafte und begrenzte Verfügbarkeit von potenziell geeigneten Standorten für die Art im Verbreitungsgebiet. Die Tatsache, dass die Verteilung dieser Spezies sogar noch kleiner als die Potentialverteilung ist, macht diesen Schmetterling zu einem der seltensten und potenziell am meisten gefährdeten in Europa.
Die bestehenden Populationen sind durch Lebensraumverlust bedroht. Gründe dafür sind anthropogene Störungen, vor allem Beweidung mit großen Pflanzenfressern wie Kühen und Pferden, der Bau von Skigebieten, Gehölzsukzession und der Klimawandel.
Der Karawanken-Mohrenfalter wurde aufgrund der Bedrohung, der er und seine Habitate ausgesetzt sind, in den Anhang II der Fauna-Flora-Habitat-Richtlinie aufgenommen. Die EU-Mitgliedsstaaten sind verpflichtet, für die Art Schutzgebiete auszuweisen, die Teil eines zusammenhängenden europäischen ökologischen Schutzgebietsnetzes (Natura 2000) sind. Dieses Netz muss den Fortbestand bzw. die Wiederherstellung eines günstigen Erhaltungszustands der Habitate der Arten in ihrem natürlichen Verbreitungsgebiet gewährleisten.
Der Karawanken-Mohrenfalter ist auch im Anhang IV der Fauna-Flora-Habitat-Richtlinie gelistet. Für diese Arten haben die EU-Staaten ein strenges Schutzsystem zu etablieren, das unter anderem alle absichtlichen Formen des Fangs oder der Tötung, jede absichtliche Störung, jede absichtliche Zerstörung oder Entnahme von Eiern aus der Natur und jede absichtliche und unabsichtliche Beschädigung oder Vernichtung der Fortpflanzungs- oder Ruhestätten verbietet (Artikel 12 Richtlinie 92/43/EWG).